# 澤萊內 (基輔州)
50°21′26″N 32°1′21″E / 50.35722°N 32.02250°E

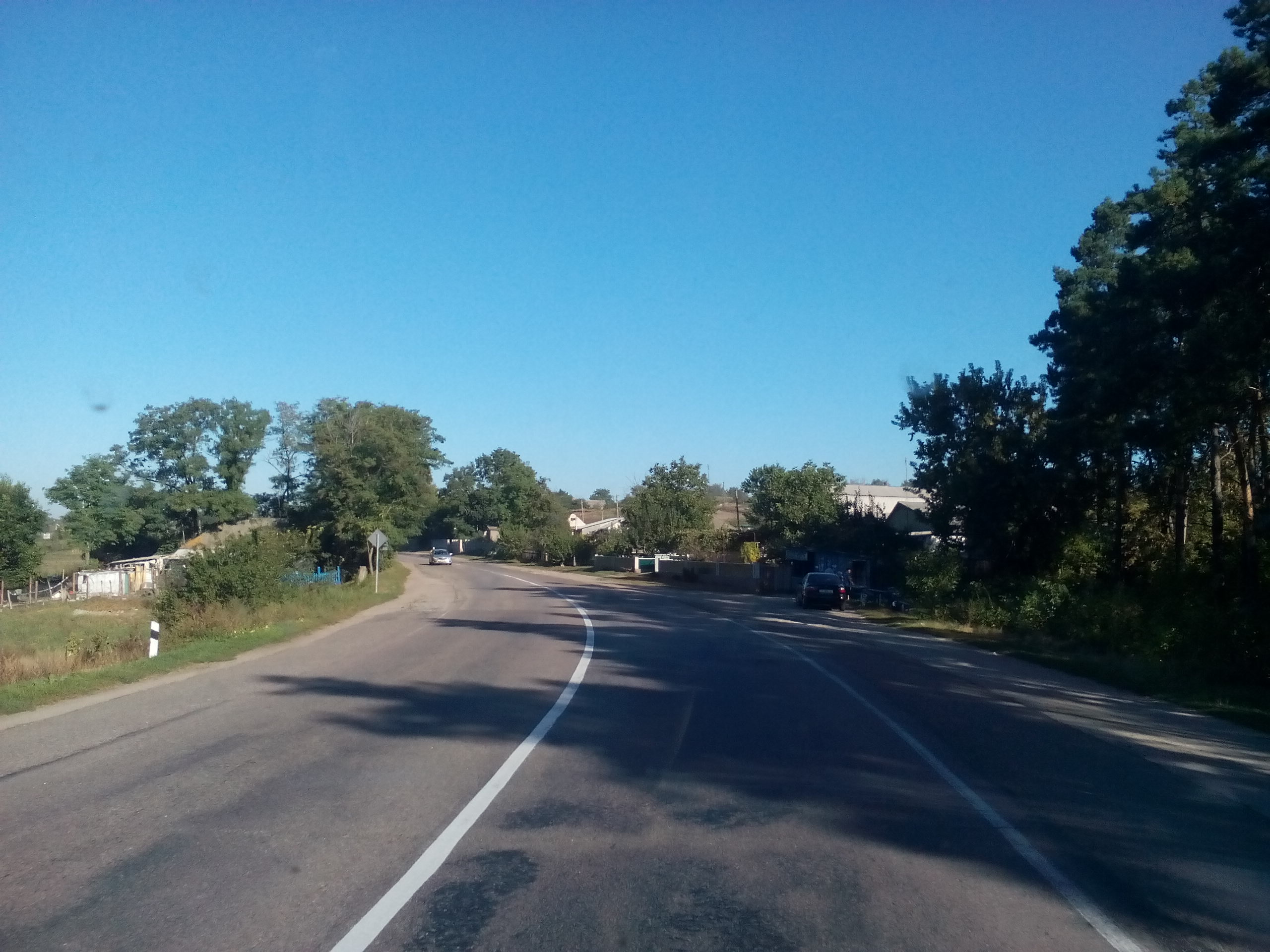

澤萊內（烏克蘭語：Зелене）是位於烏克蘭北部的村莊，由基辅州布羅瓦里區的茲胡里夫卡市鎮負責管轄。該村始建於1826年，面積0.73平方公里，海拔高度118米，2001年人口11，人口密度每平方公里15.1人。